# سور الغزلان
سور الغِزلان مدينة جزائرية عريقة بآثارها، تقع في الجنوب الغربي لولاية البويرة.

## الموقع الجغرافي
تبعد مدينة سور الغزلان عن العاصمة بـ 120 كم. تقع شمال جبل ديرة وسط هضبة واسعة يبلغ ارتفاعها 850 م
تحدها عين بسام شمالا والهاشمية شرقا، والحاكمية من الجنوب الشرقي وديرة والمعمورة جنوبا، والدشمية غربا والروراوة من الشمال الغربي.

## الأبواب الأربعة للمديـــنة
الأبواب الأربعة
الدخول إلى المدينة يكون عبر أبوابها الأربعة وهي باب الجزائر في الشمال بني سنة 1855 م يليه باب بوسعادة في الجنوب بني عام 1856 م ثم باب سطيف في الشرق سنة 1857 م وباب مدية في الغرب سنة 1856 م شبيهة بأبواب قصور الجان تتموقع في الجهات الأربع للمدينة.
حجارتها البنية الملساء المتراصة والمصطفة بشكل متساوٍ ودقيق جعلتها بوابات لأزمنة مختلفة صمدت رغم كل الحروب التي مرت بها العواصف التي عصفت بها. وأنت تطأ عتبة كل باب يتبادر إلى ذهنك أن أمير الجزائر عبد القادر قد مر من هذا الدرب والمحاربة الباسلة لالا فاطمة نسومر قد مرت من هنا أيضا وبحسب الكاتب والمؤرخ عمر بوجردة صاحب كتاب «سور الغزلان تاريخ وحضارة» فإن المنطقة شهدت عدة معارك طاحنة بين المستعمر الفرنسي وجل قادة الثورات الجزائرية الذين ساهموا في صنع تاريخ استقلال المنطقة.
تجدر الإشارة إلى إن الأبواب الأربعة صارت ثلاثة فقد تم هدم الباب الرابع وهو «باب مدية» بسبب سياسة استدمارية جديدة والأبواب الأخرى مهددة بالانهيار لأسباب متعلقة اما بالتغيرات التضاريسية أو لعوامل أخرى تشوهها كالطلاء الذي يعبر عن عقلية جزائرية في تجميل العيوب.

## تسميات المدينة عبر التاريخ
في العهد النوميدي كانت المدينة تحمل اسم أوزيا الأمازيغي ولعل أبرز بقايا هذه الحقبة هو ضريح القائد تاكفاريناس أحد الملوك الأمازيغ في مملكة نوميديا في شمال أفريقيا والذي أرجعه المؤرخون لـ سنة 439 م
توجد علي بعض الحجارة نقوش ورسومات وحروف رومانية لا زالت واضحة هذا ما سمح بالقيام ببعض الدراسات الفنية والمعمارية من اجل تصنيف الضريح الذي يعتبر من أروع المخلفات الرومانية بالمدينة.
وفي سنـة 1945 أصبحت المدينة تمثل مركز عسكري للاستعمار الفرنسي وقد أطلق عليها الفرنسيون اسم أومال
وذلك نسبة إلى دوق أومال وهو ابن آخر ملوك فرنسا لويس فيليب الأول

## أعلام المدينة
واشتهرت بمدرسة كرابي من العهد الفرنسي، أما ثانوية الغزالى فيعود تاريخ تأسيسها لسنة 1968 والتي أعدت إطارات في الدولة. كما تعتبر المدينة أُما لعدد من الشعراء في الجزائر أمثال: الشاعر مصطفى الغماري، والشاعر حمري البحري والشاعر جمال عمراني والشاعر رابح بلطرش. كما تحتضن المدينة المشفي ومدرسة التكوين الشبه طبي. لعموري من جهة أخرى هناك العالية حمزة التي سميت مقبرة العالية باسمها.

## الرياضة
اشتهرت بفريق وفاق سور الغزلان معتمدا اللون الأزرق والأبيض فريق وفاق سور الغزلان هو الفريق الأول لعاصمة الوسط (سور الغزلان) وهو فريق عريق تأسس سنة 1912 ويعتبر أحسن انجازات النادي صعودة للقسم الأول
آواخر التسعينات، بلوغه الدور الثمن نهائي من منافسة كاس الجزائر موسم 2009-2010.

## مواضيع ذات صلة
- بلديات ولاية البويرة
- دوائر ولاية البويرة